# Ancylotropis malmeana
Ancylotropis malmeana, vrsta jednogodišnje biljke iz porodice krestuščevki (Polygalaceae). To je južnoamerička vrsta iz zapadnobrazilske države Mato Grosso i susjednog dijela bolivijskog departmana Santa Cruz.

## Sinonimi
- Monnina malmeana Chodat; Bull. Herb. Boissier 3: 540 (1895)